# Загвоздье (Ивано-Франковская область)
Загво́здье (укр. Загвіздя) — село в Ивано-Франковском районе Ивано-Франковской области Украины. Административный центр Загвоздянская сельской общины в которую также входит село Подлесье.
Население по переписи 2001 года составляло 3684 человека. Население по данным 2023 года составляло 3673 человека. Занимает площадь 18,01 км². Почтовый индекс — 77450. Телефонный код — 03436.